# Filmin
 (mars 2024).
Si vous disposez d'ouvrages ou d'articles de référence ou si vous connaissez des sites web de qualité traitant du thème abordé ici, merci de compléter l'article en donnant les références utiles à sa vérifiabilité et en les liant à la section « Notes et références ».

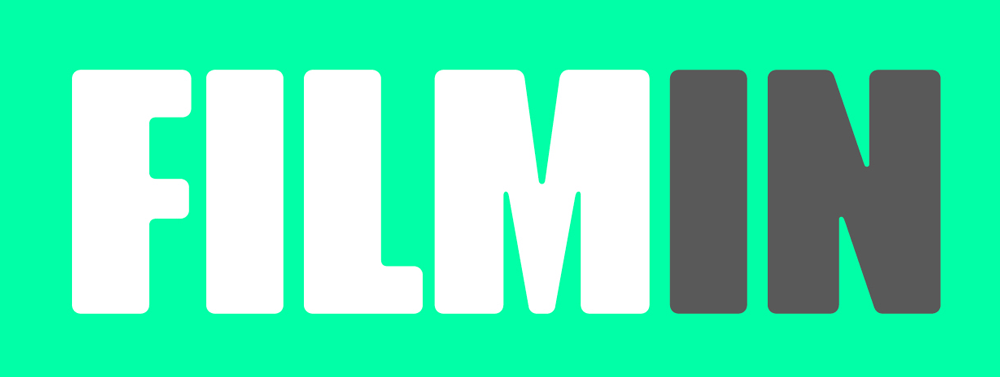
Logo filmin

Filmin est la première communauté du cinéma indépendant et d’auteur espagnol.

## Historique
Créé en juin 2007, Filmin est né de l’union des principales sociétés d’édition et de distribution du cinéma indépendant en Espagne : 
- Alta Films,
- Golem Distribución,
- Wanda Visión,
- El Deseo (Pedro Almodóvar et Agustín Almodóvar),
- Continental,
- Tornasol
- Vértigo
- Demini (société spécialisée dans la création de communautés en ligne)
- Cameo (société de distribution de DVD, pionnière dans le domaine du cinéma indépendant).

## Objectifs
Filmin offre la possibilité à tous ceux qui vivent de ou pour le cinéma de mettre en ligne leurs courts-métrages en haute qualité ou simplement de télécharger les autres films disponibles. L’univers du court-métrage est enrichi grâce à la collaboration de l’ESCAC (École de Cinéma de Catalogne) qui fournit des œuvres exclusives au site.
En plus des courts-métrages, le site permet de visionner des films et les bonus qui leur sont associés : making of, interviews, bandes-annonces, etc. Parmi les films disponibles, les utilisateurs pourront télécharger des films ayant été primé dans le cadre de festivals de cinéma.
Filmin dispose également d’une « Bourse d’emplois » et d’une section « Actualités » à travers laquelle les utilisateurs peuvent avoir accès aux dernières nouvelles sur le cinéma indépendant et d’auteur: box-office en Espagne, critiques des films à l’affiche, etc. 